# Sina Fuchs
Sina Fuchs est une joueuse allemande de volley-ball née le 28 septembre 1992 à Lüdinghausen. Elle mesure 1,79 m et joue au poste de réceptionneuse-attaquante. 

## Clubs
| Club                     | De        | À         |
| ------------------------ | --------- | --------- |
| SC Union 08 Lüdinghausen |           | 2005-2006 |
| USC Münster              | 2006-2007 | 2016-2017 |
| 1. VC Wiesbaden          | 2017-2018 | 2018-2019 |
| Club Voleibol Alcobendas | 2019-2020 | 2019-2020 |
| NRK Nyíregyháza          | 2020-2021 | …         |

## Palmarès
- Coupe d'Allemagne
  - Finaliste : 2018.